# Kosmonautenzee

De zee rechtsboven op de kaart

De Kosmonautenzee (Engels: Cosmonauts Sea) is een voorgestelde naam voor een deel van de Zuidelijke Oceaan voor de kust van Antarctica. Het ligt voor de kust van Prins Olavkust en Enderbyland, ongeveer tussen 30° OL en 50° OL. Het zou een oppervlakte hebben van 699.000 vierkante kilometer.
Het zou worden begrensd door twee andere voorstellen uit een ontwerp van de Internationale Hydrografische Organisatie (IHO) uit 2002, de Samenwerkingzee in het oosten en de Riiser-Larsenzee in het westen.
Het water is hier het hele jaar door bijna ijskoud en is grotendeels bedekt met ijs. Tussen 1973 en 1986 hebben zich in deze wateren verschillende polinia's voorgedaan, waarbij de volledig omsloten kosmonautpolynya op 25 juli 1980 zijn maximale omvang bereikte, met een open wateroppervlak van maar liefst 137.700 km². Deze polinia duurde enkele weken voordat hij op 16 augustus 1980 verdween.

## Voorstel
De Samenwerkingszee werd in 1962 door de Sovjet-Antarctische Expeditie genoemd ter ere van 's werelds eerste kosmonauten en het begin van het tijdperk van bemande ruimteverkenning. De naam verscheen voor het eerst als voorstel aan de IHO in het IHO-ontwerp van 2002. Dit ontwerp is nooit goedgekeurd door de IHO (of enige andere organisatie), en het IHO-document uit 1953 (dat de naam niet bevat) blijft momenteel van kracht. Toonaangevende geografische autoriteiten en atlassen gebruiken de naam niet, inclusief de 10e editie van de Wereldatlas uit 2014 van de National Geographic Society in de Verenigde Staten en de 12e editie uit 2014 van de Britse Times Atlas of the World. Maar op door de Sovjet-Unie en Rusland uitgegeven kaarten wel.